# Vilppula (fartyg)
Vilppula var en Udarnik-klass minläggare (tidigare Zashtnik), först kallad T 2 i finländsk tjänst. Fartyget byggdes i Petrograd 1916. Fartyget hade en bränslelast om 14 ton kol.
Fartyget sänktes av ryska torpedplan 1944.